# Ludwig von Rockinger
Ludwig von Rockinger, född 29 december 1824 i Würzburg, död 24 december 1914 i München, var en tysk arkivarie och rättshistoriker.
Rockinger ägnade sig från 1855 åt arkivväsendet som assessor vid bayerska riksarkivet, blev 1856 honorarie professor i paleografi och bayersk historia vid Münchens universitet, 1868 ordinarie ledamot av bayerska vetenskapsakademiens historiska klass och innehade från 1876 ledningen av bayerska riksarkivet (från 1888 som dess direktor). Han avgick från riksarkivets ledning 1894 och från professuren 1896. Sedan 1871 sysslade han på Wienakademiens uppdrag med utgivningen av "Schwabenspiegel". 
Bland Rockingers skrifter märks Über Formelbücher vom 13. bis zum 16. Jahrhundert als Rechtsgeschichtliche Quellen (1855), Berichte über die Untersuchung von Handschriften des sogenannten Schwabenspiegels (16 häften, 1873-97) och Über die Abfassung des kaiserlichen Land- und Lehnrechts (1888-89). Han lämnade även, i bayerska akademiens publikationer och flera tidskrifter, många bidrag till medeltida bayersk och pfalzisk historia.